# Niederwald (Texas)
Niederwald é uma cidade  localizada no estado norte-americano do Texas, no Condado de Caldwell e Condado de Hays.

## Demografia
Segundo o censo norte-americano de 2000, a sua população era de 584 habitantes.
Em 2006, foi estimada uma população de 485, um decréscimo de 99 (-17.0%).

## Geografia
De acordo com o United States Census Bureau tem uma área de
7,7 km², dos quais 7,7 km² cobertos por terra e 0,0 km² cobertos por água.

## Localidades na vizinhança
O diagrama seguinte representa as localidades num raio de 16 km ao redor de Niederwald.